# رودبار (آزادشهر)
رودبار، روستایی است از توابع بخش چشمه‌ساران شهرستان آزادشهر در استان گلستان ایراناست تمامی این روستا ترک افشارهستند.
فامیلی های امیری و صفری و حسینی و موسوی و عنایتی (طایفه  ای که از انو ترکمنستان در زمان نادر شاه به این منطقه کوچ داده شدند)از جمله فامیلی های رایج در روستا هستند.
امامزاده ابراهیم که از نوادگان موسی کاظم است در ابتدای این روستا قرار دارد

## جمعیت
این روستا در دهستان چشمه‌ساران قرار دارد و براساس سرشماری مرکز آمار ایران در سال ۱۳۸۵، جمعیت آن ۵۳۲ نفر (۱۶۵خانوار) بوده‌است.